# Крьоз (департамент)
Крьоз (на френски: Creuse) е департамент в Централна Франция, регион Аквитания-Лимузен-Поату-Шарант. Граничи с департаментите От Виен на запад, Ендър и Шер на север, Алие на североизток и Пюи дьо Дом на изток. Разположен е в Централния масив и е наречен на пресичащата го от югоизток на северозапад река Крьоз. Департаментът е образуван през 1790 година върху част от територията на дотогавашната провинция Марш. Населението му е 123 584 души (2009), а административен център е град Гере.